# David Andrew Sitek
David Andrew Sitek (* 6. září 1972) je americký hudebník a hudební producent, člen indie rockové skupiny TV on the Radio. Spolupracoval se skupinami Yeah Yeah Yeahs, Liars, Foals, Celebration a Beady Eye. Produkoval remixy ovlivněné jazzem umělcům jako jsou Beck a Nine Inch Nails. Podílel se na kompilačním albu Dark Was the Night, vytvořenému k charitativním účelům organizací Red Hot Organization. Nazpíval cover písně „With a Girl Like You“. Věnuje se taktéž fotografování a malbě.
V dubnu 2008 obsadil první příčku v seznamu „Budoucích 50 nejvíce inovativních osobností v dnešní hudbě“ amerického magazínu NME.
Své první sólové album, které Sitek vydal pod pseudonymem „Maximum Balloon“ vyšlo 21. září 2010 prostřednictvím Interscope Records. Všechny písně z desky zároveň vyšly samostatně jako singly. Na nahrávce hostovali umělci David Byrne, Tunde Adebimpe a Karen O.

## Začátky kariéry
Dave Sitek jeden čas pracoval v kavárně spolu s budoucím členem skupiny TV on the Radio, Kypem Malonem a basistou skupiny Grizzly Bear, Chrisem Taylorem.

## Vybraná diskografie

### S Jane's Addiction
- The Great Escape Artist (2011)

### Hudební produkce
Sitek produkoval album Anywhere I Lay My Head herečky Scarlett Johansson, které bylo vydáno v květnu roku 2008. Dále koprodukoval debutové album Antidotes skupiny Foals a debutové EP chicagské skupiny „Aleks and the Drummer“ nazvané May a Lightning Bolt Caress You, které bylo vydáno ve vlastním nákladu v červnu 2008.
Dave Sitek pracuje s několika brooklynskými umělci, nedávno zremixoval skladbu „Disco Lights“ pro skupinu Apollo Heights a produkoval alba pro kapely Dragons of Zynth a Telepathe.
- TV on the Radio – OK Calculator (2002)
- Yeah Yeah Yeahs – Yeah Yeah Yeahs (2002)
- Love Life – Here Is Night, Brothers, Here the Birds Burn (2002)
- Yeah Yeah Yeahs – Fever to Tell (2003)
- TV on the Radio – Desperate Youth, Blood Thirsty Babes (2004)
- Liars – They Were Wrong, So We Drowned (2004)
- Celebration – Celebration (2005)
- TV on the Radio – Return to Cookie Mountain (2006)
- Yeah Yeah Yeahs – Show Your Bones (2006)
- The OhSees – The Cool Death of Island Raiders (2006)
- Dragons of Zynth – Coronation Thieves (2007)
- Celebration – The Modern Tribe (2007)
- Foals – Antidotes (2008)
- Scarlett Johansson – Anywhere I Lay My Head (2008)
- Aleks and the Drummer - May A Lightning Bolt Caress You! (2008)
- TV on the Radio – Dear Science (2008)
- Telepathe – Dance Mother (2009)
- Iran – Dissolver (2009)
- Yeah Yeah Yeahs – It's Blitz! (2009)
- Pink Noise – What Will Happen If Someone Finds Out? (2009)
- Wale – Attention Deficit (2009)
- Holly Miranda – The Magician's Private Library (2010)
- Daniel Higgs – Say God (2010)
- TV on the Radio – Nine Types of Light[9]
- Icky Blossoms, (2012)
- Santigold – Master of My Make-Believe (2012)
- CSS – "I've Seen You Drunk Girl" (2012)
- Beady Eye – BE (2013)
- Yeah Yeah Yeahs – Mosquito (2013)

Přestože Sitek spolupracoval již s mnoha lokálními (Brooklyn) indie rockovými kapelami, tak na celou scénu nahlíží více než skepticky. V rozhovoru s dánským hudebním magazínem, Soundvenue, vysvětluje, že je nespokojen s oportunním směrem, kterým se tamní hudba odebrala; někteří nezávislí umělci se stěhují do Brooklynu, jen aby mohli prohlašovat, že pocházejí z „kreativní mekky“, čímž chtějí získat pozornost hudebních magazínů. To může být důvodem, proč Dave Sitek bydlí na západním pobřeží v Beverly Hills, v Kalifornii. „Lidé se tady neschovají. Každý si tady hledí svého. Je to velmi egocentrické město. Mě osobně nezajímá, co si 'indie lidé' myslí. Kapely, které si stěžují na ostatní skupiny, které se takzvaně prodávají, mají své iPody naplněné nelegální hudbou.“
Svůj sólový projekt Maximum Balloon vytvořil ve spolupráci se svými starými přáteli (Karen O, David Byrne a Kyp Malone z TV on the Radio), o kterých prohlásil, že se ještě stále zajímají o skládání nádherných písní a ne jenom těch, o kterých budou psát hudební magazíny.

### Sólová tvorba
- Maximum Balloon (Interscope, 2010)

### Singly
- If You Return featuring Little Dragon (2010)
- Groove Me featuring Theophilus London (2010)
- Tiger featuring Aku (2010)

### Hostování
- MF Doom – Gazzilion Ear (Jneiro Jarel feat Dave Sitek Remix) (2009)